# Rosinha (artista circense)
Rosa Maria dos Santos Alves, conhecida como Rosinha, é uma artista circense e artesã brasileira.
Nascida em Natal, passou a morar em Caculé, também no Rio Grande do Norte, depois que o circo de seus pais se apresentou na cidade. Casou-se ali com o mecânico João Alves, o Ferrugem. Ainda adolescente ganhou fama como rumbeira. Também se destacou comandando Folia de Reis e o grupo de quadrilha junina Busca-pé. Integrou a Companhia Teatral Flor de Mandacaru, coordenada pelas suas filhas.
Recebeu em 2013 a Ordem do Mérito Cultural do Ministério da Cultura do Brasil.